# Volte (Tanz)
Mit Volte (Mehrzahl: Volten) oder Volta (auch Wolte; englisch Volt, italienisch auch La volta) wurde ein im 16. und 17. Jahrhundert in ganz Europa verbreiteter, sinnenfroher und temperamentvoller Paartanz bezeichnet. Der Tanz im ³/₄-Takt aus der Provence des 16. Jahrhunderts, ist (wie der Saltarello und das Tourdion) der Galliarde und einer flüssigen Courante ähnlich, und es ist nicht ausgeschlossen, dass die Volte ein Vorläufer des Walzers ist. Der Skandaltanz des 16. Jahrhunderts – die unterrockentblößende Volte – soll der Lieblingstanz von Elisabeth I gewesen sein. Die Volte wurde als unzüchtig angesehen, weil ihre lebhaften Bewegungen und Drehungen, bei denen die Damen durch die Luft gewirbelt wurden, es ermöglichten, einen Blick auf die Beine und die Unterröcke zu erhaschen. Als enger Paartanz gab es immer wieder die Möglichkeit zu unzüchtigen Berührungen: „en faisant volleter la robbe, monstroit tousjours quelque chose agréable à la veue, dont j’en ay veu plusieurs s’y perdre et s’en ravir entre eux-mêmes“. Johann Christoph Demantius schrieb 1632: „Volte ist ein solcher Tantz, darin man sich jmmer mit einander schwinget und umbkehret, von einer seiten zur anderen.“ Auch Thoinot Arbeau beschrieb 1588 in seiner Orchésographie die Volte.

## Musik
In den Suiten des 17. Jahrhunderts nimmt die Volte die Rolle des Schlusstanzes ein. Michael Praetorius’ Terpsichore aus dem Jahre 1612 ist mit 48 Volten eine der bedeutendsten Sammlungen an Volten dieser Zeit. Die Volte ist meist regelmäßig aufgebaut und neigt zur überschaubaren Phrasenbildung.

La Volte de Provence, aus: J. D’Estrée Tiers Livre de danseries, P. 1559 fol. 9

Als instrumentale Versionen sind Lautenstücke unter anderem von Adrian Le Roy und Giulio Cesare Barbetta sowie Jean-Baptiste Besard, Georg Leopold Fuhrmann, Carolus Bocquet, Antoine Francisque und anonym (um 1600) überliefert.